# Lorry
|  | For tv-stationen, der fra 1990-2023 hed TV 2 Lorry, se TV 2 Kosmopol. |
Lorry er et tidligere forlystelsessted i Allégade på Frederiksberg, i dag hjemsted for TV 2 Kosmopol, teatret Riddersalen og Café Grock. Stedet har sit navn efter dets grundlægger, Frederik Laurentius Feilberg, der også blev kaldet Lorry (1858-1917). 

## Historie
I løbet af 1800-tallet blev området omkring Frederiksberg Runddel - Allégade, Pile Allé og en del af Frederiksberg Allé - til Københavns forlystelseskvarter. Gården Enighedslyst i Allégade fik ligesom nabogården Håbet havde det, en serveringshave. I 1877 overtog Julius Carl Otto Kehlet (1856–1907) Enighedlyst og indrettede en sangerindepavillon, Café Chantant. I 1896 købte den lidt fallerede akademiker og skandalejournalist Laurentius Feilberg både Håbet og Enighedslyst med sangerindepavillion, som omdøbtes til Operetten. Kehlet solgte sin etablissement, da han skulle drive den nybyggede restauration i Zoologisk Have. Feilbergs nyerhvervede etablissementet blev kaldt Lorry da Failberg altid underskrev sig som Lorry Feilberg. I 1909 og 1913 etablerede han flere kabaret- og varietérestauranter i nabohusene, Drachmann Kroen, Guldaldersalen og Landsbyen. Inspirationskilden var Haus Vaterland på Potsdamer Platz i Berlin. I 1914 lukkedes sangpavillionen og i stedet åbnedes det endnu eksisterende teater Riddersalen.
Efter Lorry Feilberg drev den legendariske københavnske restauratør Valdemar ”Jernskæg” Nielsen fra 1920 Lorrys etablissement til nye højder med populære revyer og forestillinger i Riddersalen, samt store folkelige sammenkomster i etablissementets restauranter. I 1940 opførtes i Riddersalen Poul Henningsens og Kjeld Abells revykomedie Dyveke med Liva Weel i den ledende primadonna-hovedrolle, hvor hun sang besættelsestidens elskede "Man binder os paa Mund og Haand" med melodi af Kai Normann Andersen. På grund af stedets popularitet under WWII blev Lorry udsat for Schalburgtage tidligt om morgenen til den 20. april 1945. Da der var spærretid, sov meget af personalet og de optrædende kunstnere i etablissementet, men det lykkedes en funktionær at overtale Schalburg-sabotørerne at få lov til, at vække de sovende og få dem ud. Iført nattøj og overfrakker kunne de fra den anden side af Allégade se dele af det gamle forlystelsesetablissement blive sprængt.
Københavnernes forlystelsesvaner ændrede sig og i 1977 gik Lorry i betalingsstandsning. Nogle år senere blev det overtaget af Frederiksberg Kommune. Efter omfattende istandsættelse blev etablissementet udlejet til blandt andre Jesper Klein og hans Klyder. Ved etableringen af TV 2/Lorry i 1989 lejede tv-stationen sig ind i bygningerne og lukkede restauranten. I 1999 købte TV 2/Lorry stedet af kommunen. Jytte Abildstrøms teater overlevede i Riddersalen og i dag rummer komplekset tillige en café, Café Grock.